# Walter Sickert
Walter Richard Sickert (Múnic (Baviera), 31 de maig de 1860 - Bath (Anglaterra), 22 de gener de 1942) fou un pintor impressionista anglès d'origen alemany i membre del Camden Town Group. Sickert era un cosmopolita i excèntric que escollia gent corrent i escenes urbanes com a temes per la seva obra.

## Vida i treball
Sickert va néixer a Múnic (Baviera). El seu pare Oswald Sickert era un artista danès-alemany i la seva mare Eleanor Louisa Henry era filla il·legítima de l'astrònom anglès Richard Sheepshanks. La família va marxar de Múnic per instal·lar-se a Anglaterra en l'època de la Gran Exposició. La Freiherrin Rebecca von Kreusser va recomanar el treball d'Oswald a Ralph Nicholson Wornum, que era conservador de la National Gallery de Londres a l'època. El jove Sickert fou enviat a l'Escola Universitària des de 1870-1871 abans de passar al King's College School de Wimbledon, on va estudiar fins als 18 anys. Encara que era el fill i net de pintors, al principi va provar de fer carrera com a actor; va aparèixer en petits papers a la companyia de Sir Henry Irving, abans de seguir els estudis d'art com ajudant de James Abbott McNeill Whistler. Més tard se n'anà a París i va conèixer Edgar Degas, qui, amb l'ús pictòric d'espai i èmfasi dibuixant, tindria un fort efecte sobre el mateix treball de Sickert.
Va desenvolupar una versió personal de l'Impressionisme, afavorint els colors foscos. Seguint el consell de Degas, Sickert pintava a l'estudi, treballant els dibuixos de memòria com a escapada de "la tirania de la natura". Els primers treballs importants de Sickert eren retrats d'escenes en teatres de varietats de Londres, sovint presentats des de punts de vista complexos i ambigus, de manera que la relació espacial entre l'audiència, artista i orquestra es confon, mentre les figures gesticulen a l'espai i altres es reflecteixen en miralls. Els gests retòrics aïllats dels cantants i actors semblen no arribar a ningú en particular, i l'audiència es mostra estirant-se i fitant per veure coses que són més enllà de l'espai visible. El tema de la confusió o de la comunicació fracassada entre la gent apareix sovint en el seu art.
Emfasitzant els dibuixos dels papers pintats i de les decoracions arquitectòniques, Sickert creava arabescs decoratius abstractes i aplanava l'espai tridimensional. Les seves fotografies de teatre de varietats, com les pintures de ballarines i artistes de cafè-concert de Degas, connecten l'artificialitat de l'art mateix a les convencions de l'actuació teatral i els telons de fons pintats. Molts d'aquests treballs es van exhibir al New English Art Club, un grup d'artistes francesos influïts pel realisme amb qui Sickert estava associat. En aquest període Sickert va passar molt del seu temps a França, especialment a Dieppe on la seva amant, i possiblement el seu fill il·legítim, vivien.
Just abans de la Primera Guerra Mundial defensava els artistes d'avantguarda Lucien Pissarro, Jacob Epstein, Augustus John i Wyndham Lewis. Alhora va fundar, amb altres artistes, el Camden Town Group de pintors britànics, anomenats així pel districte de Londres en el qual vivia. Aquest grup s'havia estat trobant informalment des de 1905, però s'establí oficialment el 1911. Estava influït pel Postimpressionisme i l'Expressionisme, però es concentraven en escenes de la vida quotidiana i grisa suburbana; el mateix Sickert deia que preferia la cuina a l'espai de dibuix com a escena per a les seves obres. Sickert regularment representava figures ambiguament posades en la frontera entre la respectabilitat i la pobresa. En el període de 1908 a 1912, i una altra vegada de 1915-1918, Sickert va fer de professor influent a la Westminster School of Art.
L'11 de setembre de 1907, la prostituta Emily Dimmock va ser assassinada a casa seva en Agar Grove (llavors St. Paul Road), Camden. Després de tenir sexe, l'home amb qui estava li va tallar la gola mentre estava adormida, i va marxar al matí. L'"assassinat de Camden" es convertia en una font de sensacionalisme lasciu en la premsa. Durant uns quants anys Sickert ja havia estat pintant dones nues lúgubres en llits, i va continuar fent-ho desafiant deliberadament l'enfocament convencional de la vida pintant "el modern fluir de les representacions d'imatges vàcues dignificades en nom d'"el nu", representa una fallida artística i intel·lectual", mitjançant quatre quadres, que incloïen una figura masculina, amb el títol L'assassinat de Camden, i provocant una controvèrsia, que li assegurava atenció per al seu treball. Aquestes pintures no mostren violència, però si una trista consideració, explicada pel fet que tres d'elles s'exhibiren amb títols completament diferents, com ara Què farem per al lloguer? o Tarda d'Estiu.
Aquests i altres treballs varen ser pintats en un impasto pesat i amb poca gamma tonal. Molts altres nus obesos els va pintar en aquest període, en el qual la carnositat de les figures està connectada amb l'espessor de la pintura, mecanismes que serien més tard adaptats per Lucian Freud.
L'interès de Sickert en la narrativa victoriana va influir en el seu treball més conegut Ennui, en que una parella en un interior sòrdid observen abstrets un espai buit, com si ja no es poguessin comunicar l'un amb l'altre. En el seu darrer treball Sickert va adaptar il·lustracions d'artistes victorians com Georgie Bowers i John Gilbert, prenent escenes fora de context i pintant-les com un cartell de colors amb una intel·ligibilitat narrativa i espacial parcialment difuminada. Anomenava aquestes pintures els seus "Ecos". Sickert també va realitzar un cert nombre de treballs durant els anys 1930 basats en noves fotografies, quadriculades per a poder ser ampliades, amb la seva quadricula en llapis clarament visible en les pintures acabades. Vist per molts dels seus contemporanis com una evidència de la decadència de l'artista; aquests treballs són també els més futuristes de l'artista, prefigurant aparentment les pràctiques de Chuck Close i Gerhard Richter.
L'artista Mark Wallinger conjecturava que Sickert havia sabut i havia vist el seu tema de Sick Doctor abans de morir, i que havia copiat d'una fotografia una imatge massa macabre.
És considerat un personatge excèntric de la transició de l'Impressionisme al modernisme, i amb una important influència sobre estils distintivament britànics de l'avantguarda artística del segle xx.
Un dels amics més propers de Sickert i seguidor seu era l'editor de diaris Max Aitken, baró de Beaverbrook, que va acumular la col·lecció més gran del món de pintures de Sickert. Aquesta col·lecció, juntament amb la correspondència privada entre Sickert i Beaverbook, és a la Galeria d'art de Beaverbrook a Fredericton, Nova Brunswick (Canadà).
La germana de Sickert era Helena Swanwick, una feminista i pacifista molt activa en el moviment pel sufragi femení.

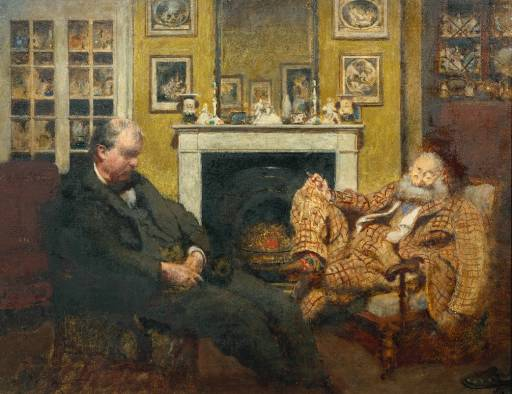
Henry Tonks. Sodales: Mr Steer and Mr Sickert, 1930.

Sickert va morir a Bath, Anglaterra el 1942 a l'edat de 81 anys. S'havia casat tres vegades. La seva primera esposa, Ellen Cobden, era filla de Richard Cobden. La seva tercera esposa era la pintora Thérèse Lessore.

## Jack l'Esbudellador

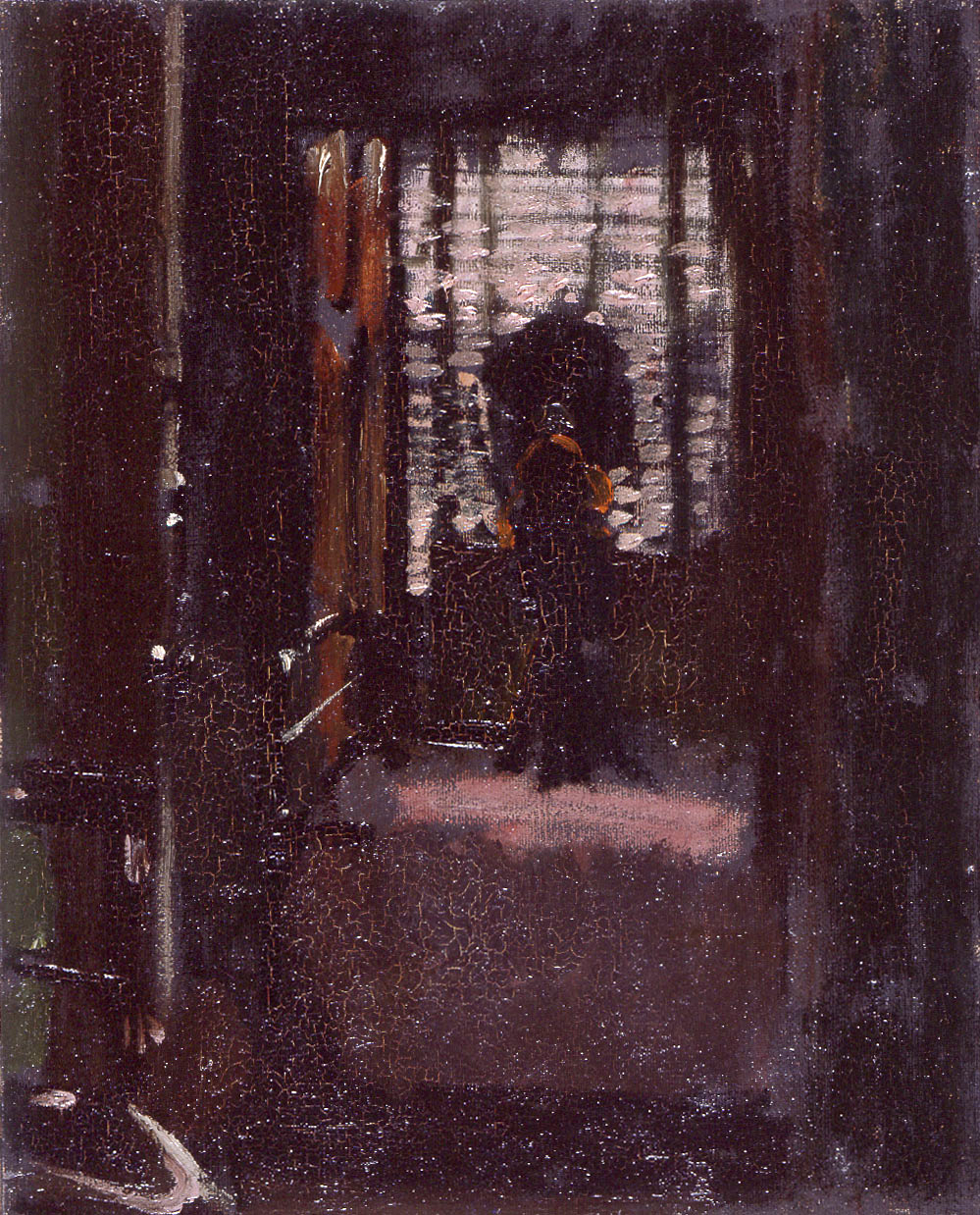
Jack the Ripper's Bedroom

Sickert es va interessar intensament per Jack l'Esbudellador i es creia que s'havia allotjat a l'habitació utilitzada per l'assassí en sèrie, segons havia dit la seva patrona, que sospitava d'un hoste anterior. Va pintar l'habitació en una pintura titulada "Habitació de Jack l'Esbudellador" i la va descriure com un espai fosc i gairebé inintel·ligible. La pintura es mostra a la Manchester City Art Gallery.
El 1976, el film de Stephen Knight Jack l'Esbudellador: La Solució Final plantejava que Sickert s'havia vist forçat a convertir-se en còmplice dels assassinats de "l'Esbudellador". La informació de Knight provenia de Joseph Gorman, qui afirmava ser el fill il·legítim de Sickert. Tot i que Gorman més tard admetria que havia inventat el conte, el llibre de Knight és responsable d'una popular teoria de la conspiració, que acusa la reialesa i la francmaçoneria de complicitat en els assassinats. Jean Overton Fuller, a Sickert i els crims de l'esbudellador (1990), on anava més lluny i afirmava que Sickert era l'assassí. El 2002, la novel·lista de crims Patricia Cornwell, a Retrat d'un Assassí, presentava la seva teoria segons la qual Sickert era responsable dels assassinats, un dels factors que l'haurien convertit en un psicòpata hauria estat un presumpte defecte al seu penis i el trauma de diverses operacions que sofrí de petit per intentar solucionar-lo. Cornwell va adquirir 31 de les pintures de Sickert i s'afirmà que n'hauria destruït alguna (una reclamació que ella va negar) buscant el seu DNA. Cornwell manifestava que podia demostrar que el DNA en una carta atribuïda a l'Esbudellador i el d'un escrit de Sickert pertanyien a només un 1 per cent de la població. La teoria de Cornwell no va trobar suport al món de l'art. The Oxford National Dictionary of Biography, al seu article sobre Sickert, desestima com "fantasia" qualsevol teoria sobre que era l'esbudellador".,